# Grijze tok
De grijze tok of  grijze hoornvogel (Lophoceros nasutus, synoniem: Tockus nasutus) is een neushoornvogel die voorkomt in Midden- en Oost-Afrika tot aan Zuid-Afrika en het zuidwesten van het Arabisch Schiereiland.

## Beschrijving
De grijze tok is 46 tot 51 cm lang en overwegend grijs gekleurd, waarbij de kop, veren van de vleugels en de lange staart een donkerder tint grijs hebben. De grijze tok heeft een duidelijke, tot de nek doorlopende wenkbrauwstreep. De borst en het achterlijf zijn wit. Het mannetje heeft een zwarte snavel, die van het vrouwtje is roodachtig. Beide seksen hebben een witte streep aan de onderkant van de bovensnavel.

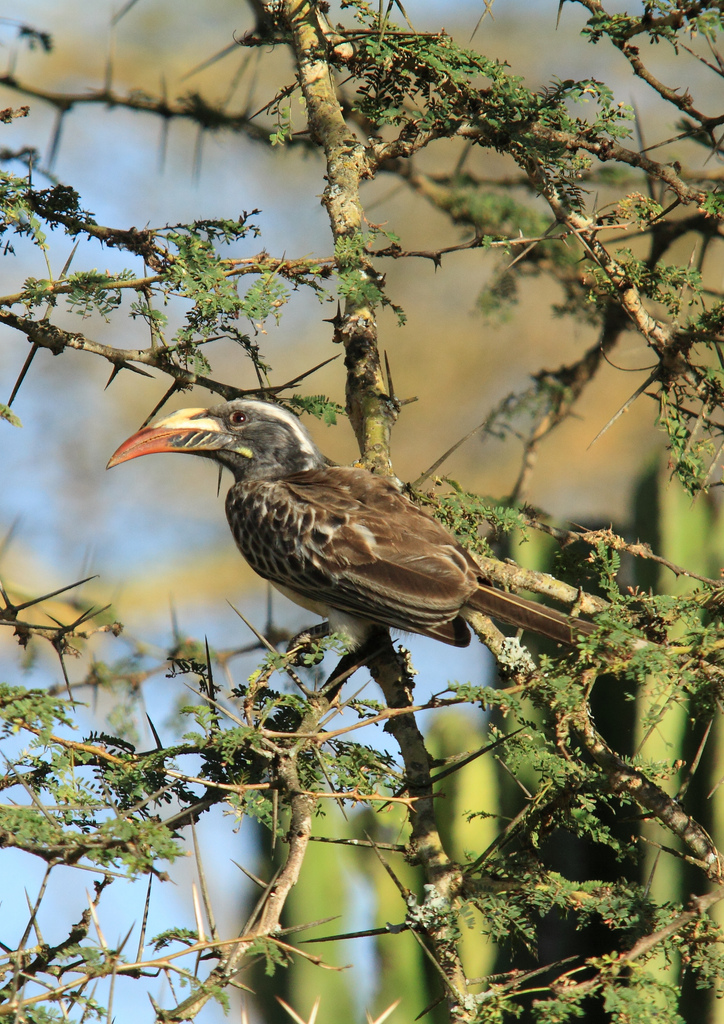
Vrouwtje
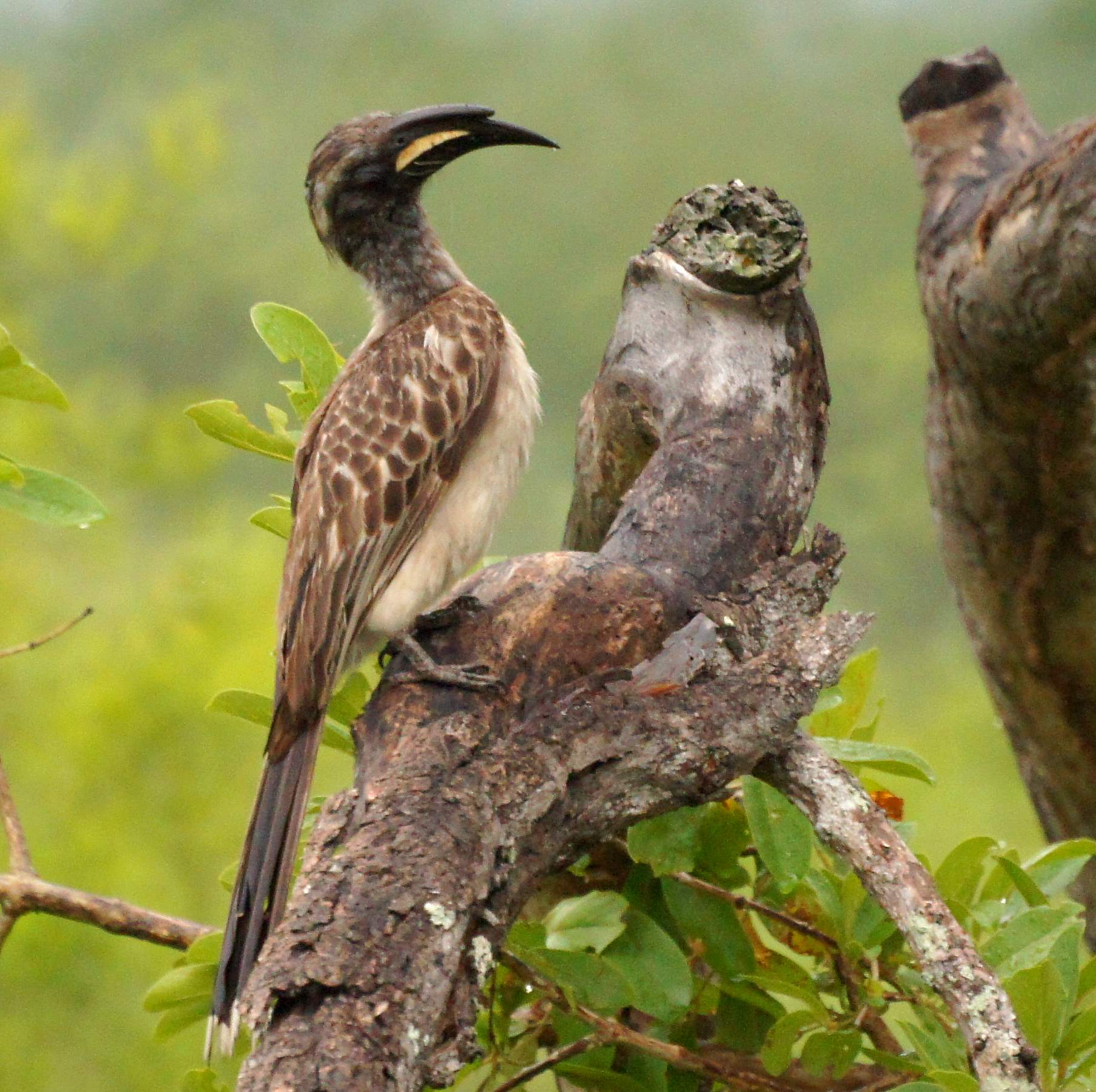
Mannetje

## Verspreiding en leefgebied
De grijze tok komt voor in een deel van West-Afrika en bijna alle landen van Midden- en Oost-Afrika, maar ook in Jemen, Saoedi-Arabië en in het zuiden tot in Zuid-Afrika. De leefgebieden zijn droog struikgebied, struwelen, savannen en met Miombo (Brachystegia) begroeide bosgebieden. De vogel is plaatselijk niet zeldzaam.
De soort telt twee ondersoorten:
- L. n. nasutus: van Senegal en Gambia tot Ethiopië en centraal Kenia, maar ook in zuidwestelijk Arabië.
- L. n. epirhinus: van zuidelijk Oeganda en zuidelijk Kenia tot noordelijk Zuid-Afrika.

## Status
Het verspreidingsgebied is erg groot en de omvang van de populatie is niet gekwantificeerd, maar er is geen aanleiding te veronderstellen dat de soort sterk in aantal achteruitgaat, daarom staat de grijze tok als niet bedreigd op de Rode Lijst van de IUCN.